# Тучков-Морозов, Михаил Михайлович
Михаил Михайлович Тучков-Морозов (ум. 1567) — окольничий и воевода, младший из троих сыновей боярина Михаила Васильевича Тучкова-Морозова.

## Биография
В 1548 году М. М. Тучков-Морозов был отправлен командовать сторожевым полком в Муром вместо заболевшего воеводы князя Ивана Андреевича Прозоровского. В 1552 году участвовал в осаде и штурме Казани, затем привел оттуда в Москву сторожевой полк. Тогда же с им безуспешно местничал второй воевода князь Иван Михайлович Хворостинин.
В 1555 году Михаил Михайлович Тучков был отправлен в Смоленск «на годованья… со зборного воскресенья» вторым воеводой. В июне 1556 года участвовал в серпуховском походе царя Ивана Грозного против крымских татар среди голов «у царева и великого князя стану в сторожах».
В 1564 году М. М. Тучков был отправлен царем в Касимов на службу «у царя Шигалея (хана Шах-Али)». В 1567 году скончался. По некоторым косвенным данным, оставил после себя двоих сыновей: Петра (Неждана) и Степана. От Степана Михайловича вел свою родословную дворянский род Тучковых.